# 三恵会
社会福祉法人三恵会（さんけいかい）は、愛媛県新居浜市に本部を置く、障害者、乳幼児、学童から高齢者までの支援を行う社会福祉法人。
社会福祉法人三恵会は、一般財団法人積善会 十全総合病院、医療法人十全会 十全第二病院、一般財団法人積善会 愛媛十全医療学院附属病院が属する「十全グループ」に含まれる。

## 沿革
- 1973年（昭和48年）6月：社会福祉法人設立認可
- 1980年（昭和55年）
  - 4月：児童福祉施設十全保育園 事業開始
  - 4月：障害者支援施設三恵ホーム 事業開始
- 1991年（平成3年）10月：特別養護老人ホームハートランド三恵 事業開始
- 1994年（平成6年）
  - 4月：通所介護事業所えぐも 事業開始
  - 6月：老人保健施設リハビリステーション三恵荘 事業開始
- 1998年（平成10年）11月：総合福祉施設やすらぎの郷 事業開始
- 2000年（平成12年）3月：老人保健施設希望の館 事業開始
- 2006年（平成18年）12月：総合福祉館コミュニティハウス三恵 事業開始
- 2011年（平成23年）11月：福祉館恵海 事業開始
- 2012年（平成24年）4月：児童福祉施設中萩保育園 事業開始
- 2013年（平成25年）4月：養護老人ホーム新居浜市立慈光園 指定管理開始

## 歴代理事長
- 初代理事長 松尾冨久子：1973年（昭和48年）6月 - 1980年（昭和55年）2月
- 第2代理事長 泉源作：1980年（昭和55年）3月 - 1983年（昭和58年）3月
- 第3代理事長 井原岸高：1983年（昭和58年）4月 - 1988年（昭和63年）2月
- 第4代理事長 松尾冨久子：1988年（昭和63年）3月 - 2004年（平成16年）3月
- 第5代理事長 太田恵理子：2004年（平成16年）4月 -

## 施設
新居浜地区
- 総合福祉施設やすらぎの郷
  - 介護老人福祉施設きぼうの苑
  - ケアハウス夢テラス
  - 障害者支援施設あゆみ苑
- 介護老人福祉施設ハートランド三恵
- 介護老人保健施設リハビリステーション三恵荘
- 総合福祉館コミュニティハウス三恵
  - 通所介護事業所おいでんや
  - 多機能型事業所わくわくクラブ
  - 放課後児童クラブともだちパーク
  - 新居浜市子育て支援拠点事業（広場型）にこちゃんパーク
- 福祉館恵海（めぐみ）
  - 特別養護老人ホームうみかぜ
  - グループホームかがやき
- 養護老人ホーム新居浜市立慈光園
- 児童福祉施設十全保育園
- 児童福祉施設中萩保育園

東温地区
- 障害者支援施設三恵ホーム
- 指定通所介護事業所えぐも
- 介護老人保健施設希望の館

## 慈善活動
1999年（平成11年）から、国際協力活動空飛ぶ車いすに参加し、愛媛県立新居浜工業高等学校と連携して、中古の車いすを修理・再生して韓国を中心とするアジア諸国へ寄贈するボランティア活動を行う。
社会福祉法人三恵会は、車いすの調達・修理した車椅子の寄贈先の選定、韓国を中心とするアジア各国訪問に係る調整等のコーディネーター役を受け持つ。